# Fusillade du 21 mai 1832

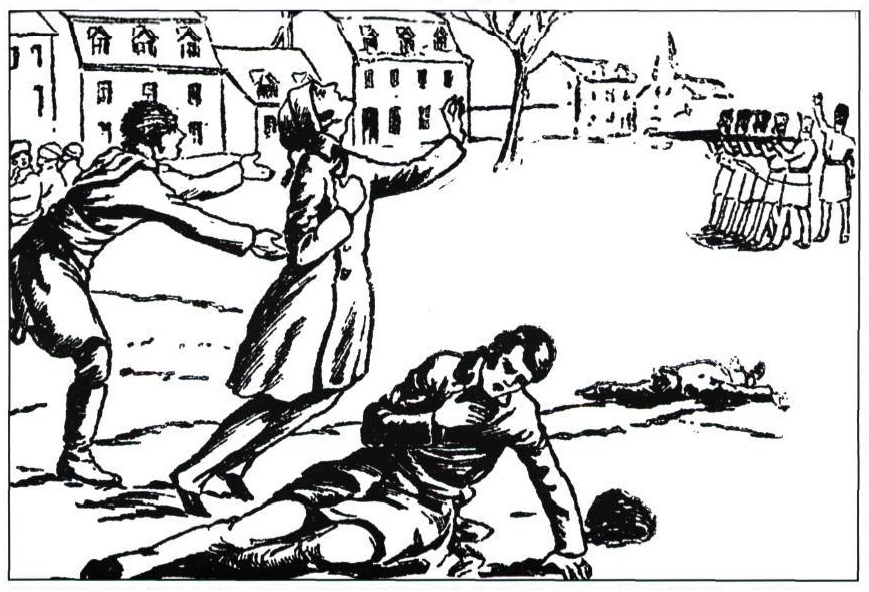
Aylmer adressera également un message de satisfaction à McIntosh, à Temple et aux soldats qui ont fait feu sur les Canadiens et tué Languedoc, Billet et Chauvin.

La fusillade du 21 mai 1832 est un drame survenu à Montréal à une époque de grande tension politique.

## Histoire
Lors des élections de 1832 tenues dans le Bas-Canada, une fusillade ayant causé trois morts et plusieurs blessés a eu lieu le 21 mai 1832 à Montréal. Les candidats en opposition étaient un marchand d’origine américaine, Stanley Bagg, et un jeune médecin irlandais, Daniel Tracey. Ce dernier était le candidat du Parti de Louis-Joseph Papineau.
L'armée est appelée en renfort pour arrêter les violences qui se déroulent près du bureau de vote. Des militaires tirent dans la foule et trois Canadiens-français meurent sous les balles. Leurs noms sont Pierre Billette, Casimir Chauvin et François Languedoc.